# ساتی‌برزن
ساتی‌برزن (به یونانی: Σατιβαρζανης؛به انگلیسی: Satibarzanes)، از فرماندهان زمان داریوش سوم دوازدهمین و آخرین شاهنشاه هخامنشی ساتراپ (والی) هرات است. او مردی متهور و دلاور و حادثه‌جو و از متحدین بسوس ساتراپ بلخ بود که از یک سو پنجه به خون داریوش آلود و از سوی دیگر بعد از تسلط اسکندر مقدونی بر ضد مقدونیان قیام کرد و چند ماه در جنگ و گریز بود تا جان بر سر این کار نهاد. بسال ۳۳۱ ق. م. در سومین و آخرین جنگ دارا (داریوش) با اسکندر که در گوگمل (در نزدیک نینوای سابق و اربیل کنونی) روی داد. ساتی برزن فرماندهی سپاهیان هراتی را داشت. بعد از شکست قطعی دارا و فرار او به‌سوی مشرق عده‌ای از سرداران او به اشارت بسوس بر ضد او توطئه‌ای چیدند و شاهنشاه را بازداشتند. ساتی برزن نیز در این توطئه شرکت داشت و چون اسکندر به تعقیب آنان برخاست و به نزدیکی آنان رسید ساتی برزن باهمراهی سرکردهٔ دیگری بنام برازانت زخم‌های مهلکی به دارا زدند و او را در حال نزع گذاشتند و با ۶۰۰ سوار گریختند. (۳۳۰ ق.م.) به روایت آریان و کنت کورث مورخان یونانی سال بعد ساتی برزن در گرگان به حضور اسکندر رسید و اعلام اطاعت و وفاداری کرد. اسکندر نیز او را به حکمرانی ایالت هرات که در دورهٔ سابق داشت مجدداً منصوب کرد. ساتی برزن به هرات رفت و هنگام ورود اسکندر به آن ایالت به استقبال فاتح مقدونی شتافت و شرط خدمت به جای آورد. اسکندر او را مورد لطف قرار داد و یکی از سرکردگان خود را بنام اناکسیپ با ۴۰ کماندار سوار مأمور کرد که ولایت هرات را از آزار سپاه مقدونی به هنگام عبور از آن سامان محافظت کنند، و خود برای سرکوبی بسوس سردستهٔ کشندگان داریوش سوم که در باختر شوریده و خود را اردشیر شاه خوانده بود حرکت کرد. در راه خبر رسید که ساتی برزن اناکسیپ و سواران او را کشته و هراتیها را شورانیده است و آنان در پایتخت (کرسی) ولایت هرات که آرتاکوان (= آرتاکاکنا = خورتاکان = آرتاکان = ارته کان= اردکان) نام داشت گرد آمده‌اند. نقشهٔ ساتی برزن این است که با بسوس همدست شود و بمحض اینکه اسکندر دور شد با تمام قوا متحداً به مقدونیها حمله کنند. اسکندر نزدیک بود به بسوس برسد ولی تصمیم گرفت نخست کار ساتی برزن را یکسره کند. قسمتی از لشکرش را در محل گذاشت و خود با پیاده‌نظام و سواره‌نظام سبک اسلحه تمام شب را به سوی هرات راند و به آرتاکوان رسید و به‌طور ناگهانی بر سر ساتی برزن تاخت. ساتی برزن از سرعت حرکت اسکندر به وحشت افتاد، دو هزار سوار برداشت و به باختر در پناه بسوس گریخت و باقی سپاهیان او در شهر آرتاکوان که مستحکم شده بود آمادهٔ جنگ ایستادند، کسانی هم که توانائی جنگیدن نداشتند به کوهی پناه بردند. اسکندر سرداری را مأمور محاصرهٔ پناهندگان کوه کرد و خود به تعقیب ساتی برزن پرداخت و چون شنید او بسیار دور است و رسیدن به او آسان نیست برگشت تا کار پناهندگان را یکسره کند. بخت با اسکندر یاوری کرد و به علت آتش گرفتن جنگلی که کوه را پوشانیده بود، کار بر پناهندگان سخت شد. گروهی سوختند و گروهی گریختند و گروهی به زنجیر کشیده شدند. آنگاه اسکندر آرتاکوان را گشود و آرزاسس نامی را به جای ساتی برزن والی آنجا کرد، و خود بسوی سیستان شتافت. و پس از تمشیت امور آنجا به‌طرف مردم آریاسب (= اورگت = آگریاسپ) که در حوالی گودرزه یا جنوب شرقی سیستان میزیستند راند. پنج روز پس از ورود بدان جای شنید که ساتی برزن با دو هزار سوار به هرات آمده‌است، بر اثر این خبر سپاهی مرکب از شش هزار پیادهٔ یونانی و ۶۰۰ سوار به سرداری کارانوس واریگیوس و به معاونت ارته باذ و آندرونیکوس به آنجا فرستاد و خود ۶۰ روز در کشور آریاسپها برای تمشیت امور آنجا ماند. و نیز به فراتافرن والی پارت فرمان داد که به آنان بپیوندد. در نبردی که میان یونانیان و سپاه ساتی‌برزن درگرفت ایرانیان دلیریها کردند. ولی اریگیوس ضربتی به صورت ساتی‌برزن زد و او را بزمین افکند و تزلزل در سپاه هرات افتاد. ساتی‌برزن کلاه‌خود خود را از زمین برداشت و اریگیوس را به جنگ تن بتن طلبید. دو مرد جنگجو داد مردی بدادند. سرانجام ساتی‌برزن بر زمین افتاد و اریگیوس اسلحه و لباس او را به علامت پیروزی به باختر نزد فاتح مقدونی برد (۳۲۸ ق. م.).